# Kurt Hans Staub
Kurt Hans Staub (* 27. April 1933 in Elgershausen; † 4. März 2021 in Petersberg) war ein deutscher Bibliothekar und langjähriger Leiter der Handschriftenabteilung der Universitäts- und Landesbibliothek Darmstadt.

## Leben und Wirken
Kurt Hans Staub studierte von 1954 bis 1962 Geschichte, Lateinische Philologie und Pädagogik an der Universität Marburg/L., der Freien Universität Berlin sowie der Universität Pavia. Von 1965 bis 1967 trat er als Bibliotheksreferendar in die Ausbildung für den höheren Bibliotheksdienst ein. Von 1969 bis zu seinem Eintritt in den Ruhestand leitete er als Nachfolger von Hermann Knaus die Handschriftenabteilung der Universitäts- und Landesbibliothek Darmstadt. Er widmete sich vor allem der Handschriftenkatalogisierung und Einbandforschung. Außerdem hatte er Lehraufträge an der Bibliotheksschule Frankfurt/M., an der Technischen Universität Darmstadt sowie an den Universitäten Heidelberg, Mainz und Würzburg inne. Seine Promotion erfolgte 1975 an der Universität Würzburg.
Neben seinen Veröffentlichungen über den Darmstädter Handschriftenbestand beschäftigte sich Staub mit der Dominikanerbibliothek in Wimpfen am Neckar und mit den historischen Beständen der Nicolaus-Matz-Bibliothek in Michelstadt.

## Veröffentlichungen (Auswahl)
- (mit Hermann Knaus): Bibelhandschriften (= Die Handschriften der Hessischen Landes- und Hochschulbibliothek Darmstadt, Bd. 4). Harrassowitz, Wiesbaden 1979, ISBN 3-447-01950-6.
- (mit Erich Zimmermann): Buchkunst des Mittelalters. Zimelien der Hessischen Landes- und Hochschulbibliothek Darmstadt. Reichert, Wiesbaden 1980, ISBN 3-920153-97-9.
- Geschichte der Dominikanerbibliothek in Wimpfen am Neckar (ca. 1460–1803). Untersuchungen an Hand d. in d. Hessischen Landes- u. Hochschulbibliothek Darmstadt erhaltenen Bestände (= Studien zur Bibliotheksgeschichte, Bd. 3).  Akadem. Druck- u. Verlagsanst., Graz 1980, ISBN 3-201-01126-6 (= Dissertation Universität Würzburg).
- (Bearb.): Bücher als Kunstwerke. Kostbare Handschriften und Pressendrucke aus der Landes- und Hochschul-Bibliothek Darmstadt. Darmstadt 1982.
- (Mitautor): Echternacher Sakramentar und Antiphonar. Vollständige Faksimile-Ausgabe im Originalformat der Handschrift 1946 aus dem Besitz der Hessischen Landes- und Hochschulbibliothek Darmstadt. Kommentar (= Codices selecti, Bd. 74). Akadem. Druck- u. Verlagsanst., Graz 1982.
- (mit Christa Staub). Die Inkunabeln der Nicolaus-Matz-Bibliothek (Kirchenbibliothek) in Michelstadt. Ein Katalog (= Rathaus- und Museumsreihe, Bd. 3). Michelstadt 1984, ISBN 3-924583-02-1.
- (mit Thomas Sänger): Deutsche und niederländische Handschriften mit Ausnahme der Gebetbuchhandschriften (= Die Handschriften der Hessischen Landes- und Hochschulbibliothek Darmstadt, Bd. 6). Harrassowitz, Wiesbaden 1991, ISBN 3-447-03045-3.
- (Hrsg.): Stefan-Lochner-Gebetbuch 1451. Sämtliche Miniaturen der Handschrift 70 der Hessischen Landes- und Hochschulbibliothek Darmstadt. Reichert, Wiesbaden 1996, ISBN 3-88226-880-8.
- (mit Johannes Staub): Die mittelalterlichen Handschriften der Nicolaus-Matz-Bibliothek (Kirchenbibliothek) in Michelstadt. Ein Katalog (= Rathaus- und Museumsreihe, Bd. 19). Michelstadt 1999, ISBN 3-924583-31-5.
- Jüngere theologische Texte. T. 1 (= Die Handschriften der Hessischen Landes- und Hochschulbibliothek Darmstadt, Bd. 5). Harrassowitz, Wiesbaden 2001, ISBN 3-447-04376-8.
- (mit Erwin Müller): Ein Blick in die Nicolaus-Matz-Bibliothek (Kirchenbibliothek) Michelstadt. Bemerkenswerte mittelalterliche Handschriften, Inkunabeln und Drucke des 16. Jahrhunderts mit Text und Bildern. Michelstadt 2009, ISBN 3-924583-49-8.
- (mit Maike Blank): Aus der und über die Inkunabelsammlung der Martinus-Bibliothek. In: Helmut Hinkel (Hrsg.): Bibliotheca S. Martini Moguntina. Alte Bücher – neue Funde. Echter, Würzburg 2012, S. 139–164, ISBN 3-429-03569-4.

Festschrift
- Wolfgang Schmitz (Hrsg.): Bewahren und Erforschen. Beiträge aus der Nicolaus-Matz-Bibliothek (Kirchenbibliothek) Michelstadt. Festgabe für Kurt Hans Staub zum 70. Geburtstag (= Rathaus- und Museumsreihe, Bd. 22). Michelstadt 2003, ISBN 3-924583-43-9.